# Кассополіс (Мічиган)
Кассополіс (англ. Cassopolis) — селище (англ. village) в США, в окрузі Кесс штату Мічиган. Населення — 1712 особи (2020).

## Географія
Кассополіс розташований за координатами 41°54′38″ пн. ш. 86°0′34″ зх. д. / 41.91056° пн. ш. 86.00944° зх. д. (41.910680, -86.009389).  За даними Бюро перепису населення США в 2010 році селище мало площу 5,81 км², з яких 5,17 км² — суходіл та 0,63 км² — водойми.

## Демографія
Згідно з переписом 2010 року, у селищі мешкали 1774 особи в 709 домогосподарствах у складі 384 родин. Густота населення становила 305 осіб/км².  Було 833 помешкання (143/км²).
Расовий склад населення:
| - 60,0 % — білих - 29,3 % — чорних або афроамериканців - 2,4 % — азіатів - 1,1 % — корінних американців - 0,1 % — вихідців з тихоокеанських островів - 1,5 % — осіб інших рас |

До двох чи більше рас належало 5,6 %. Частка іспаномовних становила 4,5 % від усіх жителів.
За віковим діапазоном населення розподілялося таким чином: 25,5 % — особи молодші 18 років, 61,1 % — особи у віці 18—64 років, 13,4 % — особи у віці 65 років та старші. Медіана віку мешканця становила 35,4 року. На 100 осіб жіночої статі у селищі припадало 101,4 чоловіків;  на 100 жінок у віці від 18 років та старших — 97,5 чоловіків також старших 18 років.
Середній дохід на одне домашнє господарство  становив 34 371 долар США (медіана — 25 673), а середній дохід на одну сім'ю — 42 493 долари (медіана — 38 611). За межею бідності перебувало 29,7 % осіб, у тому числі 34,0 % дітей у віці до 18 років та 20,3 % осіб у віці 65 років та старших.
Цивільне працевлаштоване населення становило 670 осіб. Основні галузі зайнятості: освіта, охорона здоров'я та соціальна допомога — 25,8 %, виробництво — 23,0 %, роздрібна торгівля — 11,3 %, мистецтво, розваги та відпочинок — 11,3 %.